# Bernd Heinrich
Pour les articles homonymes, voir Heinrich.
Bernd Heinrich (né le 9 avril 1940 à Połczyn-Zdrój dans l'actuelle Pologne, mais à cette époque en Allemagne), est un professeur du département de biologie à l'université du Vermont aux États-Unis. Il est l'auteur de plusieurs ouvrages sur le comportement, la biologie, l'écologie et évolution.
C'est un spécialiste de la physiologie et des comportements des insectes, mais aussi du comportement des oiseaux. Ses nombreuses années de recherche sur les corbeaux ont abouti à de nombreux articles scientifiques sur le comportement des corbeaux et à deux ouvrages plaçant la recherche dans un contexte plus large. Il a gagné la Médaille John Burroughs pour son Mind of the raven, littéralement de l'anglais : « Esprit des corbeaux ».
Heinrich a remporté de nombreuses compétitions de course de longue distance et établi plusieurs records ouverts d’ultramarathons américains (alors qu'il était âgé de 40 ans et plus) au cours des années 1980. En 1983, il établit le record absolu aux États-Unis pour la course de 156 milles, 1388 yards sur 24 heures dans une course sur piste dans le Maine. En 1984, il établit un record absolu aux 100 milles américains de 12:27:01, toujours dans une course sur piste. Un an plus tard, il établit le record de piste américain de 7h00:12 pour 100 kilomètres. Ce faisant, il est devenu le seul Américain à détenir à la fois les versions route et piste du record américain pour le même événement.

## Publication
- Bumblebee Economics (1979)
- In a Patch of Fireweed (1984)
- Insect Thermoregulation (1981)
- One Man's Owl (1987)
- Ravens in Winter (1989)
- Owl in the House:  A Naturalist's Diary (1990)
- Hot-Blooded Insects:  Strategies and Mechanisms of Insect Thermoregulation(1993),  (ISBN 978-0-674-40838-8)
- Year in the Maine Woods (1994)
- Thermal Warriors:  Strategies of Insect Survival (1996),  (ISBN 978-0-674-88340-6)
- Trees in My Forest (1998),  (ISBN 978-0-06-092942-8)
- Mind of the Raven:  Investigations and Adventures with Wolf-Birds (1999),  (ISBN 978-0-06-093063-9)
- Racing the Antelope: What Animals Can Teach Us About Running and Life (2001)
- Why We Run:  A Natural History, HarperCollins, (2002),  (ISBN 978-0-06-095870-1)
- The Winter World: The Ingenuity of Animal Survival (2003),  (ISBN 978-0-06-095737-7). Traduction française : Survivre à l'hiver. Paris, Corti, 2018, 386 pages.
- The Geese of Beaver Bog (2004)
- The Snoring Bird: My Family's Journey Through a Century of Biology (2007).  (ISBN 978-0-06-074215-7)